# Augustana-Hochschule Neuendettelsau

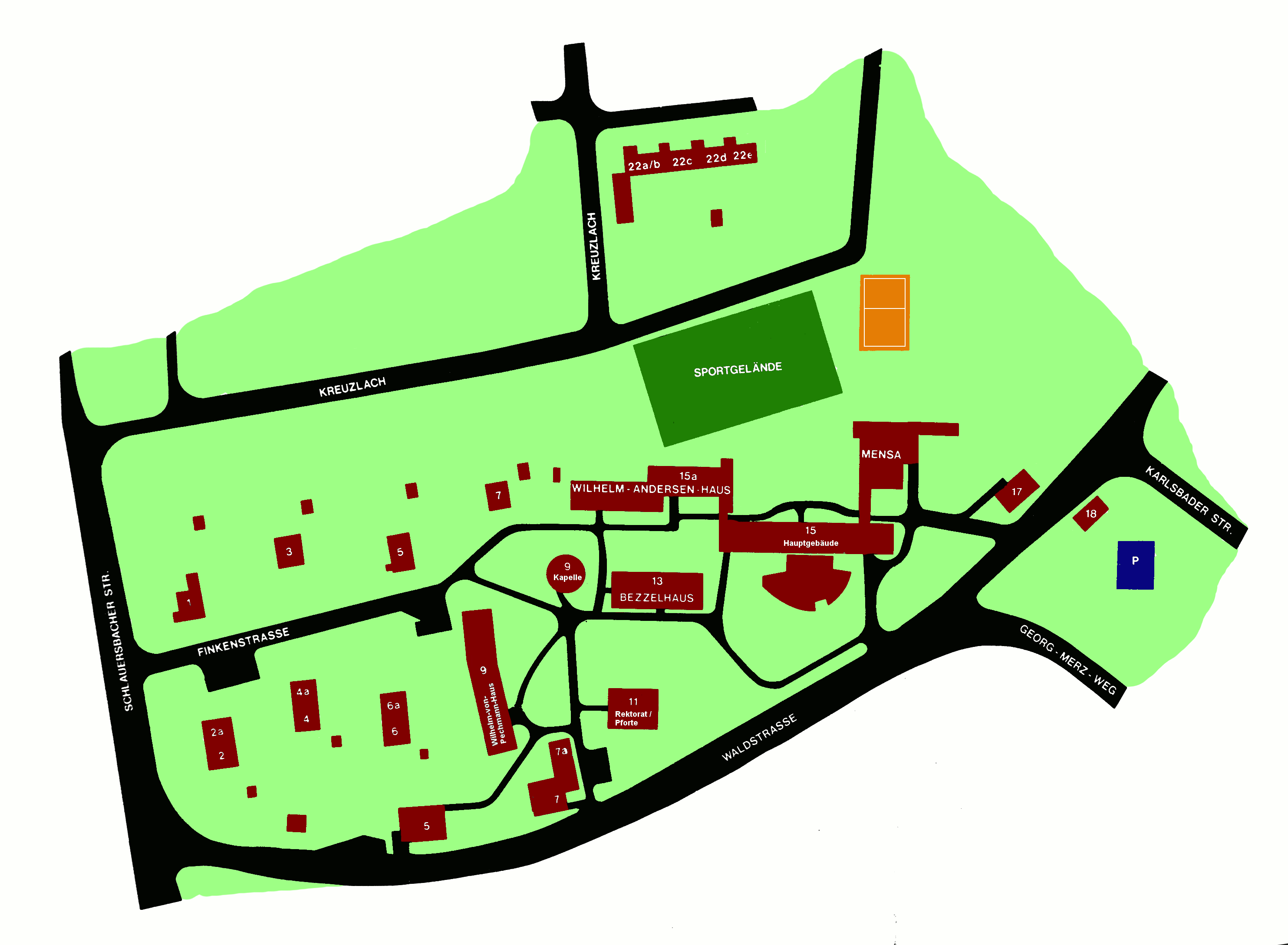
Campus der Augustana-Hochschule

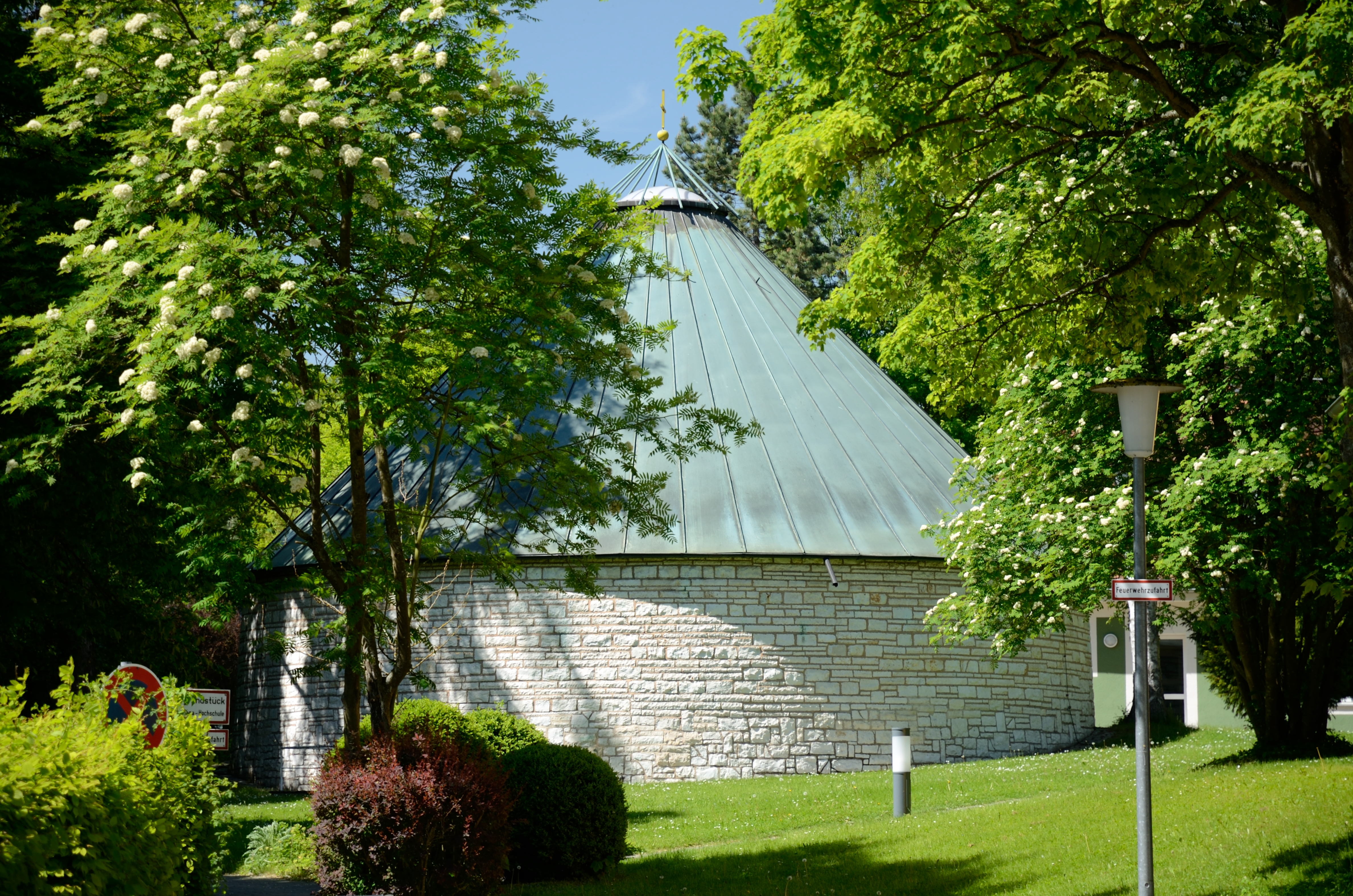
Kapelle der Augustana-Hochschule

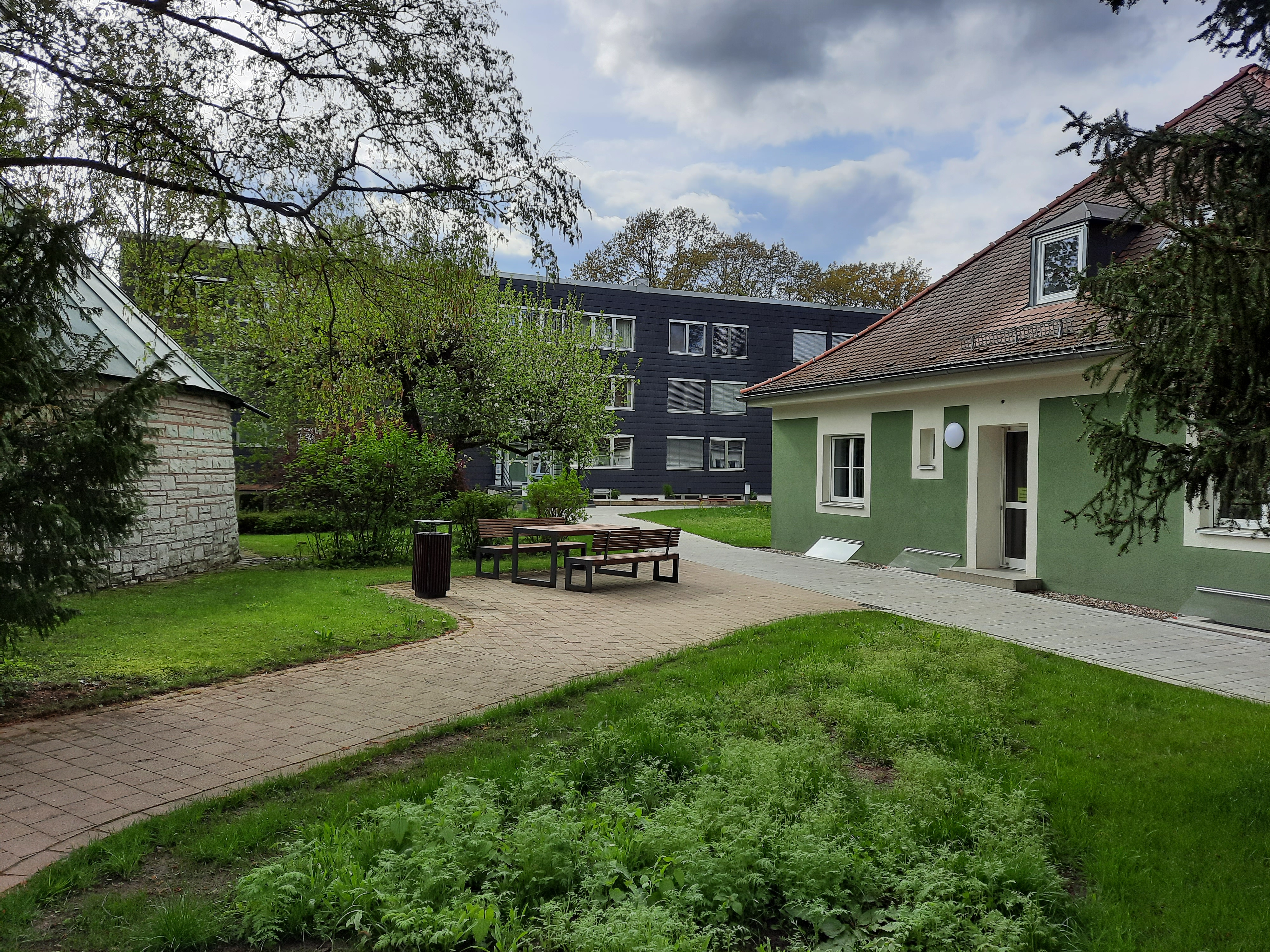
Campus

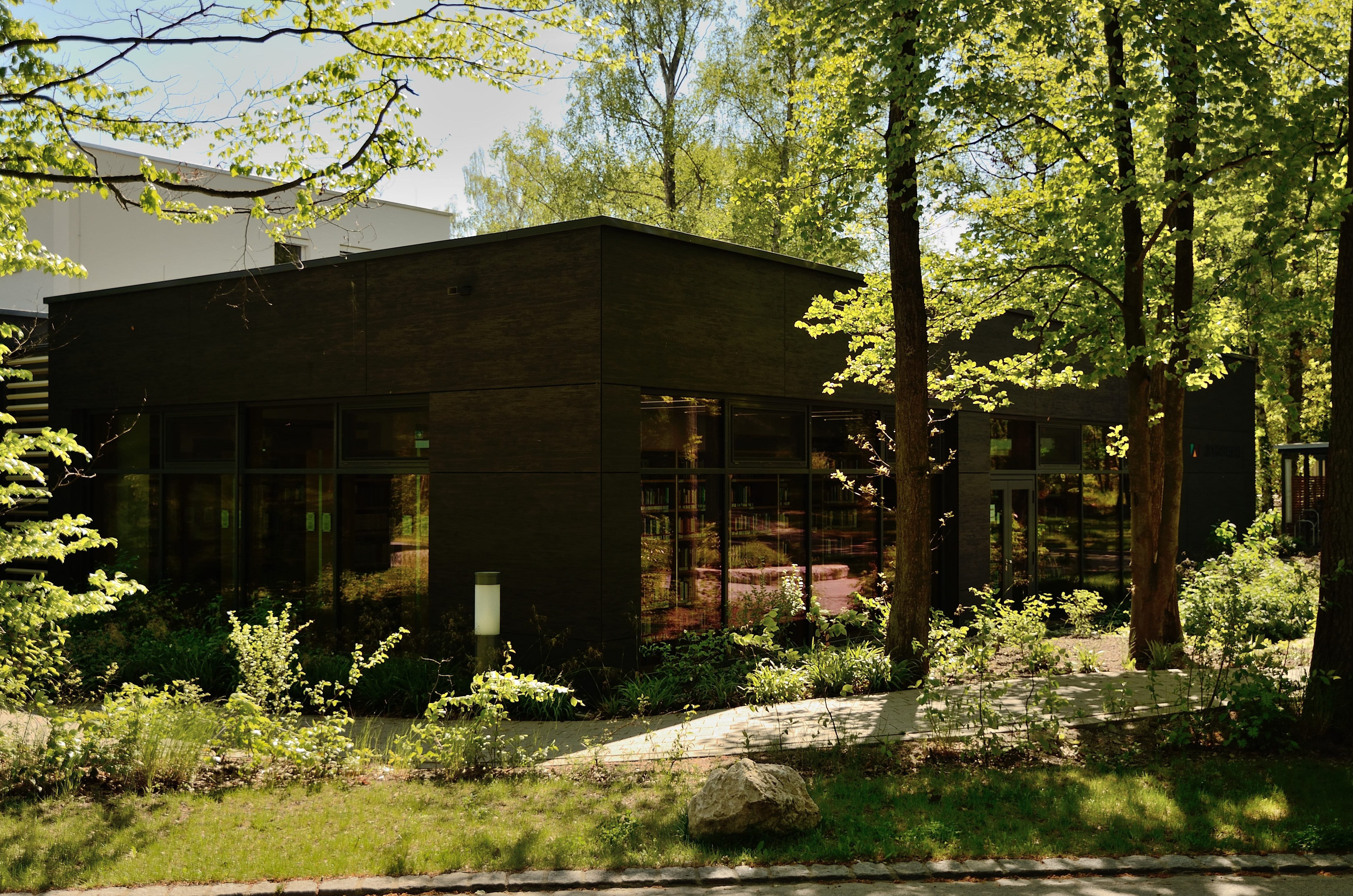
Bibliothek

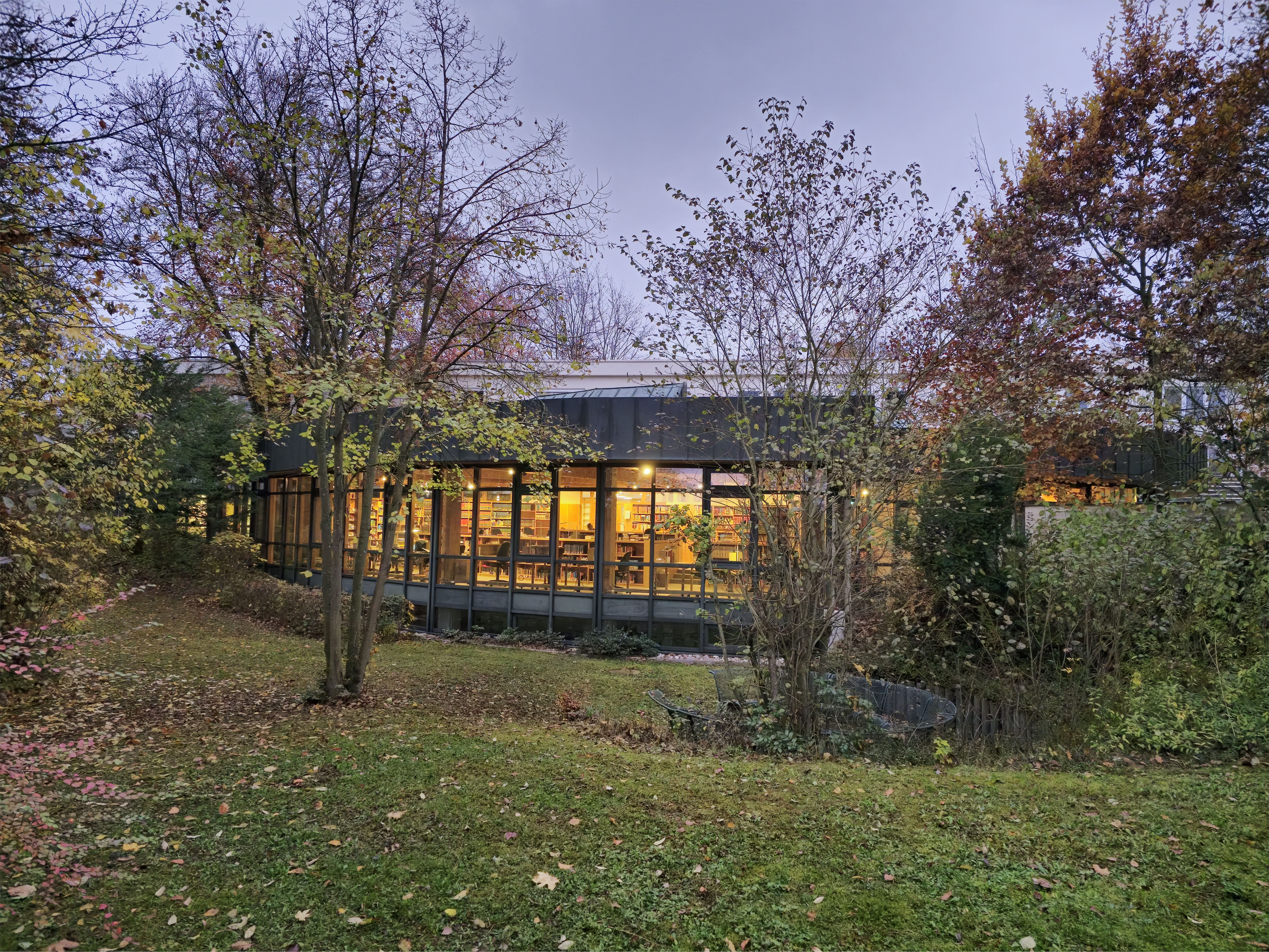
Lesesaal

Die Augustana-Hochschule Neuendettelsau ist eine kirchliche Hochschule, die 1947 auf Beschluss der Landessynode der Evangelisch-Lutherischen Kirche in Bayern zur Ausbildung von Theologen in Neuendettelsau (Mittelfranken) gegründet wurde. Der Name bezieht sich auf das vor dem Reichstag zu Augsburg am 25. Juni 1530 abgelegte lutherische Bekenntnis, die Confessio Augustana. Die Hochschule ist eine Fairtrade University und EMAS-zertifiziert.

## Studienangebot
Die Augustana-Hochschule bietet den Studiengang „Evangelische Theologie/Kirchlicher Abschluss“ an, der die Studierenden auf das Pfarramt in einer der Gliedkirchen der Evangelischen Kirche in Deutschland (EKD) vorbereitet. Das Examen („Theologische Aufnahmeprüfung“) am Ende des Studiums legen die Studierenden in der Regel bei ihrer jeweiligen Landeskirche ab. Seit 2024 bietet die Hochschule den berufsbegleitenden Studiengang „Quereinstieg Pfarramt“ an.
Die Hochschule hat sechs theologische Lehrstühle (Altes Testament, Neues Testament, Kirchengeschichte, Systematische Theologie, Interkulturelle Theologie, Praktische Theologie) und einen philosophischen Lehrstuhl, eine Professur für Feministische Theologie, zwei Dozenturen für Klassische Philologie (Latein, Altgriechisch) und eine Dozentur für Hebräisch. Durch verschiedene Lehrbeauftragte wird das Themenspektrum ergänzt (beispielsweise Stimmbildung und Liturgisches Singen, Bayerische Kirchengeschichte, Kirchenrecht). Durch zusätzliche Einrichtungen wie Persönlichkeit & Ethik, Zentrum für Philosophie und Rhetorikforschung, Institut für Evangelische Aszetik, Internationales Institut für Feministische Forschung, Löhe-Forschungsstelle und Institut für christlich-jüdische Studien wurden Forschung und Lehre seit dem Jahr 2000 verstärkt.
Voraussetzungen zum Studium sind ein Nachweis der Allgemeinen Hochschulreife und die Zugehörigkeit zu einer evangelischen Kirche in Deutschland. Gasthörer sind zugelassen.

## Geschichte
Die Wurzeln der Hochschule reichen zurück bis zum Herbst 1945, als die Kirchenleitung den Theologen Georg Merz damit beauftragte, theologische Kurse für die aus Krieg und Gefangenschaft heimkehrenden Pfarrer einzurichten. Ein halbes Jahr nach dem ersten Pastoralkollegskurs begann im April 1946 der erste Kurs für Studierende der Theologie. Studierende und Dozierende waren zu diesem Zeitpunkt noch in der Diakonissenanstalt Neuendettelsau und im ehemaligen Zisterzienserkloster Heilsbronn untergebracht (genutzt bis 1952). Erst im Mai 1949 siedelte die Augustana-Hochschule in ein ehemaliges Kasernengelände über, wo sie sich heute noch befindet.
Im Mai 1947 kam es zur Gründung der Hochschule (damals noch Theologische Hochschule in Neuendettelsau – Heilsbronn genannt) mit Georg Merz als Gründungsrektor. Aus seiner Feder stammt der bis heute noch geltende Immatrikulationsspruch:
Wir wollen mit Eifer die Heilige Schrift lesen,

uns in ihrem Verständnis üben

und brüderliche (geschwisterliche) Gemeinschaft

unter dem Worte Gottes halten und bewahren.
Dem Gründungskollegium gehörten an: Georg Merz (Rektor bis 1957, Praktische Theologie), Ernst Kinder (Systematische Theologie), Rudolf Stählin (Neues Testament und Alte Kirchengeschichte) und Hans Lauerer als nebenamtlicher Dozent (Systematische Theologie). 1948 wurde dieses Kollegium durch Eduard Ellwein (Neues Testament) und Wilhelm Zillinger (Altphilologie) und 1950 durch Martin Wittenberg (Altes Testament) ergänzt.
Seit 1950 halten in der Unterrottmannsdorfer Christuskirche Professoren und Dozenten der Augustana-Hochschule abwechselnd mit dem Sachsener Pfarrer Sonntagsgottesdienste. Im Gegenzug erhält die Hochschule alljährlich Erntedankgaben des Dorfes.
1956 kam ein ordentlicher Lehrstuhl für „Missionstheologie und Religionswissenschaft“ hinzu, der von dem damaligen Missionsinspektor Georg Vicedom übernommen wurde. Dies war der erste evangelische missionswissenschaftliche Lehrstuhl in Bayern.
Im Dezember 1973 wurde der Hochschule auf Grundlage des Bayerischen Hochschulgesetzes das Promotionsrecht in Kooperation mit den Fakultäten Erlangen und München verliehen. Seit Juli 1974 ist die Hochschule Mitglied der Hochschulrektorenkonferenz (damals noch Westdeutsche Rektorenkonferenz).
Seit Dezember 1990 ist die Hochschule den theologischen Fakultäten an den Universitäten rechtlich gleichgestellt und verfügt über das eigenständige Promotionsrecht und Habilitationsrecht.
Im September 1992 wurde eine zweite Dozentur für Klassische Philologie und ein Lehrstuhl für Philosophie eingerichtet. Seit dem Wintersemester 1997/98 gibt es eine Dozentur für Theologische Frauenforschung/Feministische Theologie, die im Wintersemester 2003/04 in eine Professur umgewandelt wurde.
1998 wurde das bis dato keinen eigenen Namen tragende Vorlesungsgebäude auf dem Campus nach Wilhelm Freiherr von Pechmann (1859–1948) benannt, der zu den Kritikern Meisers in der Zeit des Nationalsozialismus gehörte.
Am 3. Mai 2003 wurde in der SZ ein Artikel des Theologieprofessors Friedrich Wilhelm Graf veröffentlicht, in dem unter anderem auch die Augustana-Hochschule scharf angegriffen wurde („Unkulturprotestantismus – Die bayerische Landeskirche ist auf dem Weg zur Sekte“). Der sehr polemisch gehaltene Artikel löste eine über Monate andauernde öffentliche Debatte aus.
Bis Juli 2006 war ein Gebäude der Hochschule nach dem Bayerischen Landesbischof Hans Meiser (1881–1956) benannt, dem der Vorwurf gemacht wird, der Ideologie des Nationalsozialismus nicht genug entgegengesetzt zu haben.

## Hochschullehrer

### Frühere Hochschullehrer
- Georg Merz, Gründer, Rektor und Professor für Praktische Theologie, Reformationsgeschichte, Kirchengeschichte der Neuzeit und theologische Enzyklopädie (1947–1957)
- Hans Lauerer, Dozent für Systematische Theologie (1947–1953)
- Ernst Kinder, Professor für Systematische Theologie und Philosophie (1947–1953)
- Rudolf Stählin, Professor für Neues Testament und Alte Kirchengeschichte mit Schwerpunkt Liturgiegeschichte (1947–1956)
- Eduard Ellwein, Professor für Neues Testament (1949–1965)
- Martin Wittenberg, Professor für Altes Testament und Liturgik/Hymnologie (1950–1973)
- Georg Friedrich Vicedom, Professor für Missionswissenschaft (1956–1972)
- Wilhelm Andersen, Professor für Systematische Theologie (1956–1976)
- Friedrich Wilhelm Kantzenbach, Professor für Kirchengeschichte (1958–1965 und 1968–1982)
- Walter Rupprecht, Professor für Praktische Theologie (1960–1967)
- August Strobel, Professor für Neues Testament (1965–1983)
- Herwig Wagner, Professor für Missions- und Religionswissenschaft (1972–1992)
- Horst Dietrich Preuß, Professor für Altes Testament (1973–1992)
- Joachim Track, Professor für Systematische Theologie (1976–2005)
- Richard Riess, Professor für Praktische Theologie (1979–2003)
- Wolfgang Stegemann, Professor für Neues Testament (1984–2010)
- Wolfgang Sommer, Professor für Kirchengeschichte (1988–2004)
- Helmut Utzschneider, Professor für Altes Testament (1992–2014)
- Dieter Becker, Professor für Interkulturelle Theologie, Missions- und Religionswissenschaft (1993–2016)
- Peter L. Oesterreich, Professor für Philosophie (1995–2020)
- Klaus Raschzok, Professor für Praktische Theologie (2003–2020)
- Renate Jost, Professorin für Feministische Theologie / Theologische Frauenforschung (2003–2021)

### Gegenwärtige Hochschullehrer
- Christoph Asmuth, Professor für Philosophie (seit 2020)
- Sonja Keller Professorin für praktische Theologie (seit 2020)
- Gury Schneider-Ludorff, Professorin für Kirchengeschichte (seit 2005)
- Markus Buntfuß, Professor für Systematische Theologie (seit 2006)
- Christian Strecker, Professor für Neues Testament (seit 2010)
- Michael Pietsch, Professor für Altes Testament (seit 2014)
- KMD Andreas Schmidt, Hochschulkantor
- Heike Walz, Professorin für Interkulturelle Theologie, Missions- und Religionswissenschaft (seit 2016)
- Uta Schmidt, Professorin für Feministische Theologie und Gender Studies (seit 2022)

## Bibliothek
Die Hochschule verfügt über eine Präsenz- und Leihbibliothek mit einem Buchbestand von mehr als 150.000 Bänden vorwiegend aus dem 19. bis 21. Jahrhundert, zum kleinen Teil bis aus dem 16. Jahrhundert, darunter auch eine Sammlung von Flugschriften aus der Reformationszeit. Die Bibliothek gehört dem Verband kirchlich-wissenschaftlicher Bibliotheken an.

## Partnerhochschulen
Augustana ist mit Partnerhochschulen auf allen Kontinenten verbunden, Studienaustausch ist möglich.